# Боргведел
Боргведел (њем. Borgwedel) општина је у њемачкој савезној држави Шлезвиг-Холштајн. Једно је од 134 општинска средишта округа Шлезвиг-Фленсбург. Према процјени из 2010. у општини је живјело 721 становника. Посједује регионалну шифру (AGS) 1059012.

## Географски и демографски подаци
Боргведел се налази у савезној држави Шлезвиг-Холштајн у округу Шлезвиг-Фленсбург. Општина се налази на надморској висини од 4 метра. Површина општине износи 10,0 km². У самом мјесту је, према процјени из 2010. године, живјео 721 становник. Просјечна густина становништва износи 72 становника/km².